# Ośrodek Sportowo-Rekreacyjny Góra Dzikowiec w Boguszowie-Gorcach
Ośrodek Sportowo-Rekreacyjny Góra Dzikowiec w Boguszowie-Gorcach – ośrodek narciarski położony w Masywie Dzikowca i Lesistej Wielkiej, w północno-zachodniej części Gór Kamiennych, w Sudetach Środkowych, na wschodnim zboczu Dzikowca Wielkiego (836 m n.p.m.).

## Wyciąg i trasa
Trasa narciarska biegnie wzdłuż wyciągu krzesełkowego na szczyt Dzikowca Wielkiego.
| Podstawowe parametry kolei: | Podstawowe parametry trasy narciarskiej: |
| --- | --- |
| - nazwa kolei: Napowietrzna Kolej Jednoliniowa „Dzikowiec” - producent: Mostostal Zabrze S.A. Zakład Montażowo-Produkcyjny „Czechowice” Sp. z o.o. - typ: krzesełka niewyprzęgane - 99 2-osobowych krzesełek - długość: 779,68 m - wysokość dolnej stacji: 590 m n.p.m. - wysokość górnej stacji: 812 m n.p.m. - przepustowość: 1 100 osób na godzinę - prędkość przejazdu: 2,4 m/s - minimalny czas przejazdu: 5 minut 40 sekund | - długość: 800 m - przewyższenie: 221 m - stopień trudności: czerwony - średnie nachylenie trasy: 30% - trasa oświetlona - trasa naśnieżana - trasa nie jest homologowana przez FIS |

Stacja nie jest członkiem Stowarzyszenia PSNiT.

## Trasy biegowe
Do dyspozycji narciarzy biegowych są 3 trasy:
- trasa „Dzika” (2000 m) z dwiema trasami do techniki klasycznej
- trasa „Rycerska” (900 m) z dwiema trasami do techniki klasycznej
- trasa „Stasia” (600 m) z trasą do techniki łyżwowej.

## Operator
Operatorem ośrodka jest Zakład Gospodarki Mieszkaniowej w Boguszowie-Gorcach Sp. z o.o. z siedzibą w Boguszowie-Gorcach przy ul. Henryka Sienkiewicza 46. Spółka jest w 100% własnością gminy Boguszów-Gorce.

## Historia
W drugiej połowie lat 80. XX wieku postanowiono zbudować tutaj orczykowy wyciąg narciarski. Była to jedna z ostatnich inwestycji górniczych w rekreację w rejonie Wałbrzycha. Wyciąg wybudowały kopalnie Dolnośląskiego Gwarectwa Węglowego. Pod opiekę wzięła go KWK „Victoria” z Wałbrzycha razem z Klubem Sportowym „Victoria”. Wyciąg został uruchomiony na początku lutego 1986 roku. Wyciąg miał 764 m długości i pokonywał różnicę wzniesień 221 m – od 590 do 811 m n.p.m. Zbudowano go na przecince wykonanej na zalesionym zboczu. W soboty i niedziele trasa zjazdowa przy wyciągu była oświetlona. Latem 1986 roku wyprofilowano zbocze narciarskie oraz położono asfalt na szosie z Kuźnic Świdnickich (dzielnica Boguszowa-Gorców) do parkingu pod wyciągiem. Jesienią 1988 roku zamontowano na wyciągu sztuczne naśnieżanie. W następnych latach wyciąg przejął prywatny przedsiębiorca, na przełomie wieków wyciąg przestał funkcjonować. W 2004 roku została zdemolowana górna sterówka, a automatyka, oświetlenie i inne urządzenia zostały rozkradzione. Władze samorządowe Boguszowa-Gorców odzyskały na drodze sądowej zbocze dzierżawione wrocławskiemu przedsiębiorcy i przekazały powołanej 1 maja 2002 roku spółce będącej obecnie operatorem ośrodka.
Poprzedni dzierżawca terenu kupił od gminy Mieroszów parcelę na grzbiecie góry, na której zainstalowana była górna stacja wyciągu orczykowego, w związku z czym konflikt zagraża trwałości ośrodka.
Wyciąg krzesełkowy został uruchomiony 1 maja 2009 roku.